# Niphona andamana
Niphona andamana là một loài bọ cánh cứng trong họ Cerambycidae.